# تقوية سحابية

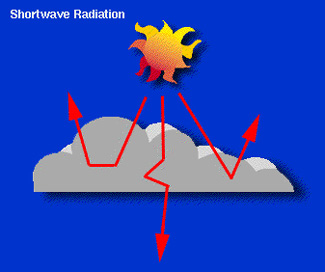

إن التقوية السحابية (بالإنجليزية: Cloud forcing)‏ في علم الأرصاد الجوية تعني الفرق بين مكونات التوازن الإشعاعي في حالة ظروف متوسطة الغيوم وحالة سماء خالية من السحب. في مقاربة أولية، الغيوم تزيد من البياض بين 15 و 30%، مما يؤدي إلى الحد من الإشعاع الشمسي الممتص بحوالي 50 W للمتر المربع، ويقابل هذا التبريد نوعاً ما ظاهرة الاحتباس الحراري من الغيوم مما يقلل من الأمواج الطويلة المنبعثة من الأرض بنحو 30 W للمتر المربع، هكذا يكون صافي مساهمة التقوية السحابية في التوازن الإشعاعي هو فقدان حوالي 20 W للمتر المربع. إذا تمت إزالة السحب مع حفاظ جميع العوامل الأخرى على قيمها، فإن الأرض ستحصل على هذا الإشعاع أيضا وتنطلق في عملية الإحماء.